# Pasiphila debiliata
Pasiphila debiliata là một loài bướm đêm thuộc họ Geometridae. Nó được tìm thấy ở châu Âu, phía đông đến miền nam Xibia, vùng Amur và Nhật Bản.
Sải cánh dài 17–19 mm. Con trưởng thành bay từ tháng 6 đến tháng 7.
Ấu trùng ăn Vaccinium myrtillus.

## Hình ảnh

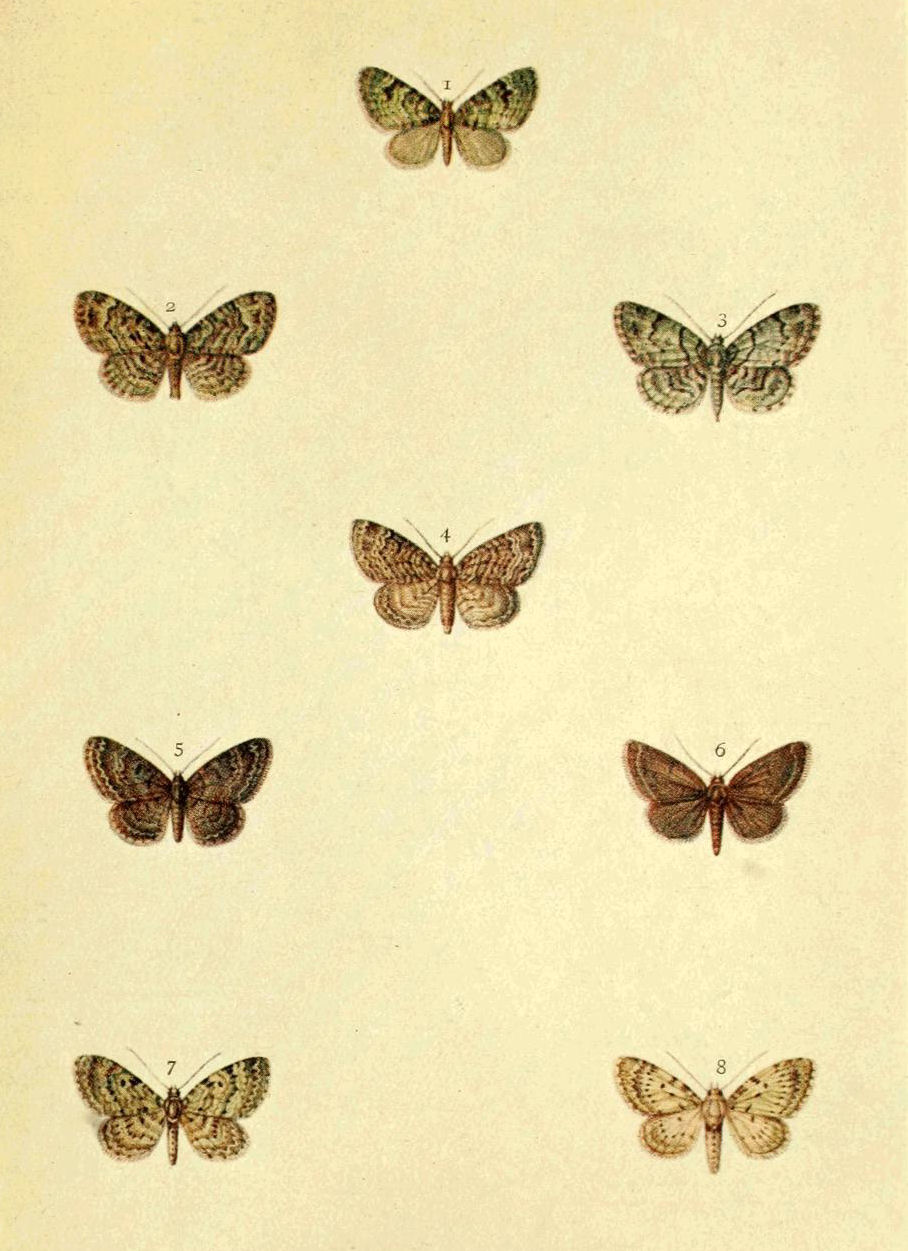